# Базико
Базико̀ (на италиански и на сицилиански: Basicò, до 1862 г. Casalnuovo, Казалнуово) е село и община в Южна Италия, провинция Месина, автономен регион и остров Сицилия. Разположено е на 520 m надморска височина. Населението на общината е 676 души (към 2011 г.).